# Wysoki Kamień
Der Wysoki Kamień (deutsch Hochstein) ist ein 1058 m hoher Berg im Isergebirge. Er bildet den östlichen Eckpfeiler des Hohen Iserkamms (Wysoki Grzbiet), nordwestlich von Szklarska Poręba (Schreiberhau). Die Aussicht vom Gipfel reicht vom Isergebirge bis zum Riesengebirge, Hirschberger Tal, Bober-Katzbach-Gebirge und Landeshuter Kamm.

## Geologie
Grundbaustein des Berges ist der sogenannte Riesengebirgsgranit. Die Felsformationen im Gipfelbereich werden von verwitterungsbeständigem Hornfels gebildet. Die Südhänge bestehen aus karbonischen Graniten, Gneis und Glimmerschiefer.

## Geschichte
Im Jahr 1837 ließ Graf Schaffgotsch auf dem Gipfel eine Hütte errichten, 1875 wurde eine Baude mit Aussichtsturm errichtet. Die Gebäude wurden im Jahr 1882 durch einen Brand zerstört, aber schnell wieder aufgebaut. Am Ende des Zweiten Weltkriegs wurde die Baude verwüstet und ausgeraubt, öffnete aber bereits 1947 mit ein paar Betten für Touristen.
Die (dritte) Wysoki-Kamień-Baude wurde 2010 errichtet und bis 2023 mit einem neuen Aussichtsturm komplettiert.

## Wege zum Gipfel
- Von der sogenannten „Todeskurve“ an der Sudetenstraße über den Schwarzen Berg (Czarna Góra, 965 m) (gelb markiert).
- Von Schreiberhau (Szklarska Poręba) auf dem Sudeten-Hauptwanderweg (rot markiert).
- Von der Wegteilung an der Sudetenstraße unterhalb des Berges Abendburg (Zwalisko, 1047 m) auf dem Sudeten-Hauptwanderweg (rot markiert).

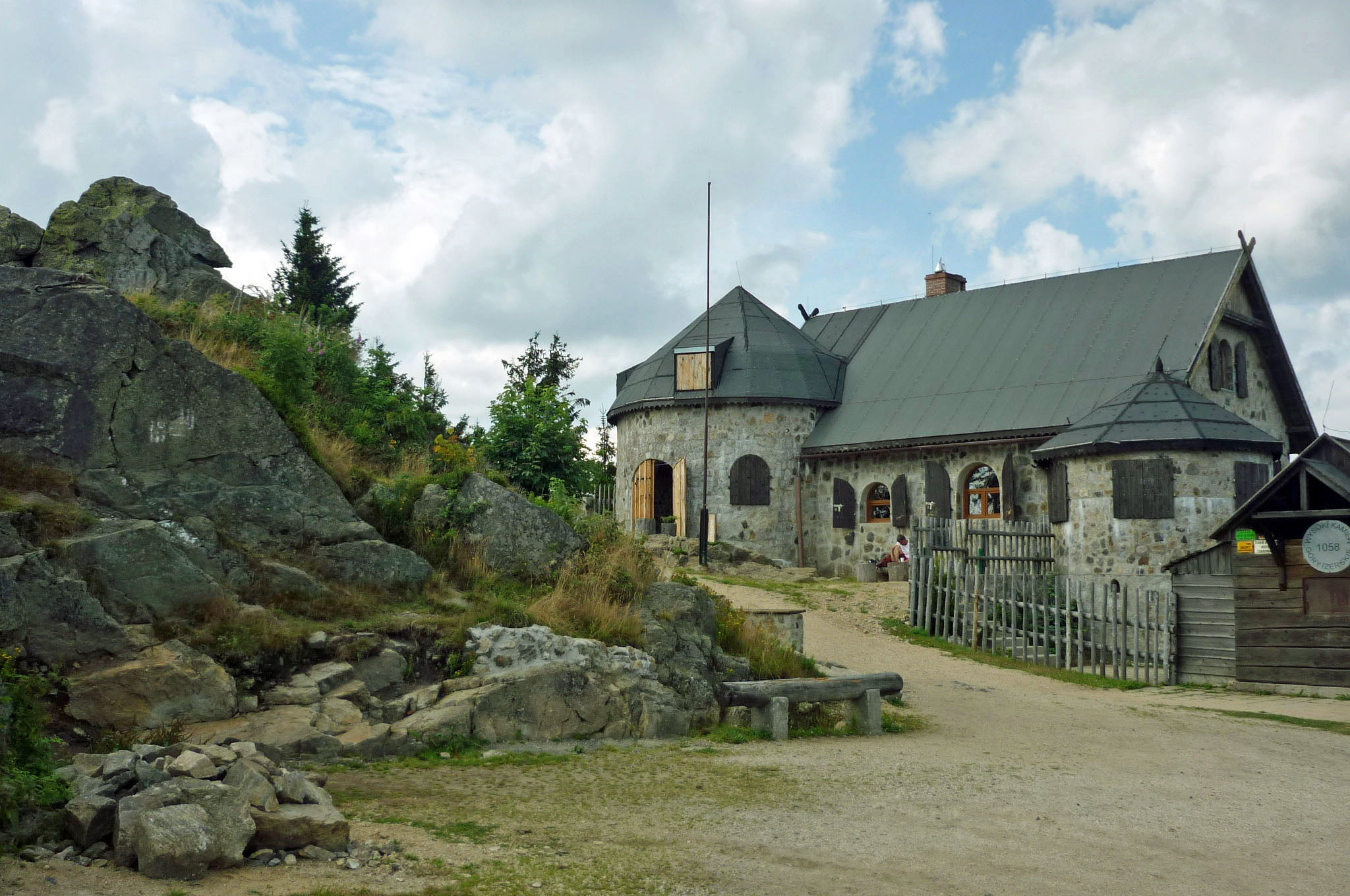
Baude und Felsformation auf dem Hochstein
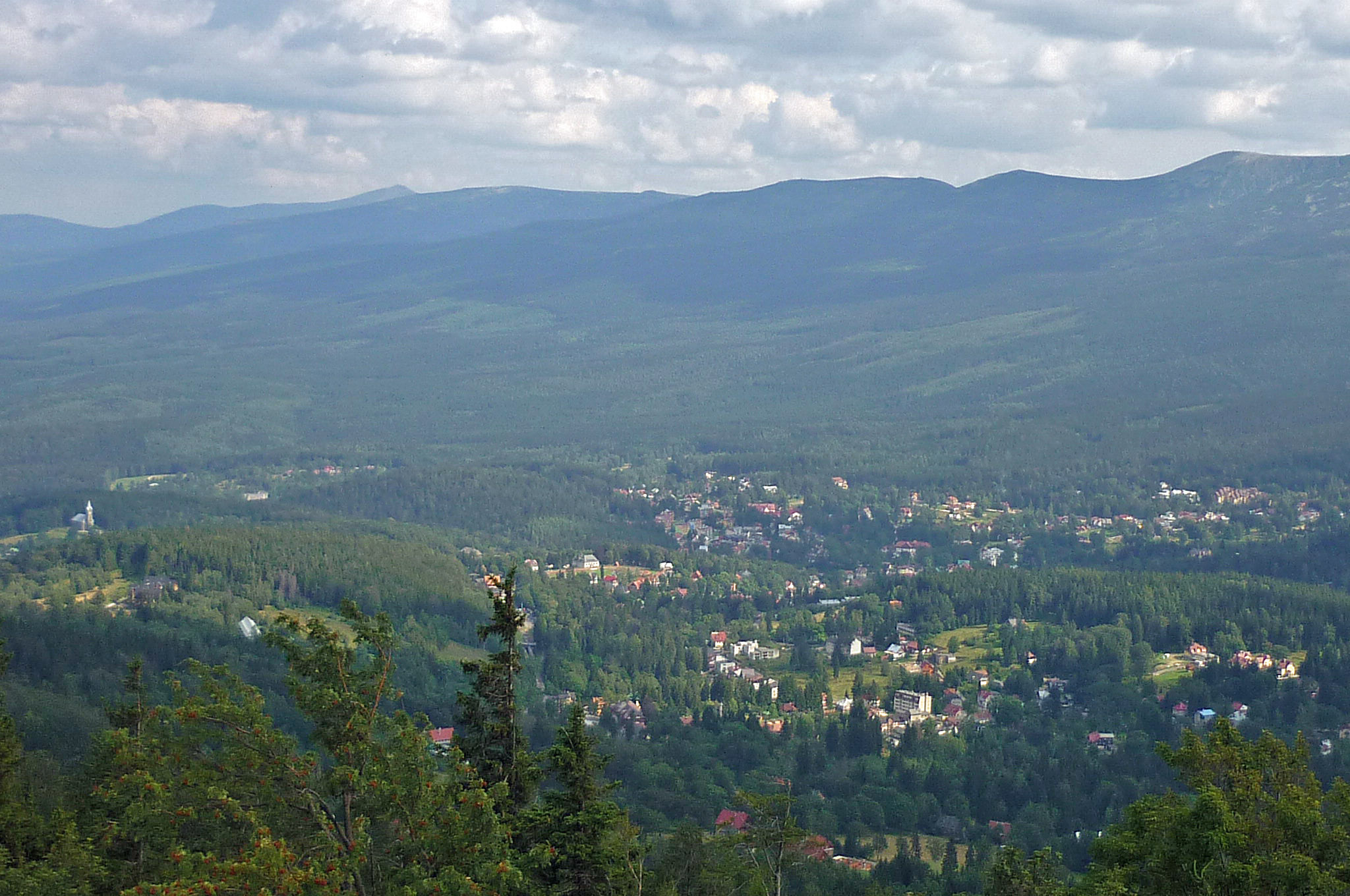
Blick zum Riesengebirgskamm
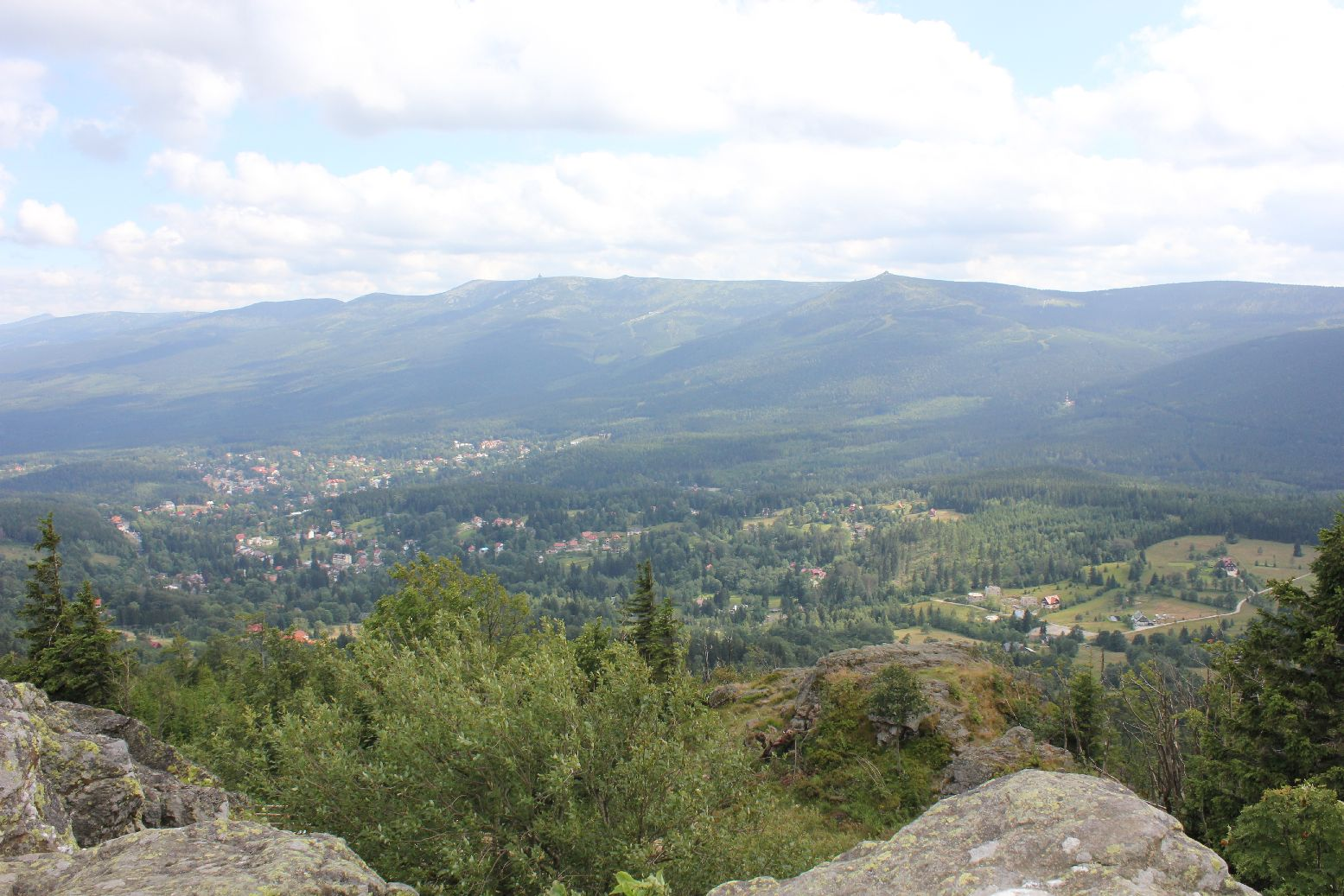
Panorama Riesengebirge